# WGC-Bridgestone Invitational
El WGC-Bridgestone Invitational es un torneo masculino de golf que se disputa anualmente en el Firestone Country Club de la ciudad de Akron, Ohio, Estados Unidos. Forma parte de la Serie Mundial de Golf y atrae a 75 de los mejores golfistas del mundo.
El torneo se creó en el año 1999 con la denominación WGC-NEC Invitational, reemplazando a la Serie Mundial de Golf. Este certamen se disputaba desde el año 1962, en dicho lugar entre los ganadores de los cuatro torneos majors. En 1976 se convirtió en un evento oficial del PGA Tour, ampliándose además la lista de participantes con la inclusión de los golfistas del European Tour y de las demás ligas profesionales.
La edición 2002 se disputó excepcionalmente en el Sahalee Country Club, en el estado de Washington. En 2006, el patrocinador pasó a ser Bridgestone, dueña de la firma Firestone que fundó el campo de golf y tiene su sede en Akron.
Desde 1976, el torneo se emite en Estados Unidos por la cadena de televisión CBS.
Desde 1999, Tiger Woods ha logrado ocho victorias en el WGC-Bridgestone Invitational; tan solo Justin Thomas logró repetir victoria en la era moderna.

## Ganadores
| Año                             | Fecha                           | Sede                             | Ganador                         | País                            | Golpes                          | Al par                          | Margen de victoria              | segundo(s)-                                          | Dotación($)                     | Dotación ganador ($)            |                                 |
| WGC-FedEx St. Jude Invitational | WGC-FedEx St. Jude Invitational | WGC-FedEx St. Jude Invitational  | WGC-FedEx St. Jude Invitational | WGC-FedEx St. Jude Invitational | WGC-FedEx St. Jude Invitational | WGC-FedEx St. Jude Invitational | WGC-FedEx St. Jude Invitational | WGC-FedEx St. Jude Invitational                      | WGC-FedEx St. Jude Invitational | WGC-FedEx St. Jude Invitational | WGC-FedEx St. Jude Invitational |
| ------------------------------- | ------------------------------- | -------------------------------- | ------------------------------- | ------------------------------- | ------------------------------- | ------------------------------- | ------------------------------- | ---------------------------------------------------- | ------------------------------- | ------------------------------- | ------------------------------- |
| 2021                            | 8 ago                           | TPC Southwind, Tennessee         | Abraham Ancer                   | México                          | 264                             | −16                             | Playoff                         | Sam Burns, Hideki Matsuyama                          | 10,250,000                      | 1,820,000                       |                                 |
| 2020                            | 2 Ago                           | TPC Southwind, Tennessee         | Justin Thomas (2)               | Estados Unidos                  | 267                             | −13                             | 3 golpes                        | Daniel Berger Brooks Koepka Tom Lewis Phil Mickelson | 10,500,000                      | 1,785,000                       |                                 |
| 2019                            | 28 Jul                          | TPC Southwind, Tennessee         | Brooks Koepka                   | Estados Unidos                  | 264                             | −16                             | 3 strokes                       | Webb Simpson                                         | 10,250,000                      | 1,745,000                       |                                 |
| WGC-Bridgestone Invitational    |                                 |                                  |                                 |                                 |                                 |                                 |                                 |                                                      |                                 |                                 |                                 |
| 2018                            | 5 Ago                           | Firestone Country Club, Ohio     | Justin Thomas                   | Estados Unidos                  | 265                             | −15                             | 4 strokes                       | Kyle Stanley                                         | 10,000,000                      | 1,700,000                       |                                 |
| 2017                            | 6 Ago                           | Firestone Country Club, Ohio     | Hideki Matsuyama                | Japón                           | 264                             | −16                             | 5 strokes                       | Zach Johnson                                         | 9,750,000                       | 1,660,000                       |                                 |
| 2016                            | 3 Ago                           | Firestone Country Club, Ohio     | Dustin Johnson                  | Estados Unidos                  | 274                             | −6                              | 1 stroke                        | Scott Piercy                                         | 9,500,000                       | 1,620,000                       |                                 |
| 2015                            | 9 Ago                           | Firestone Country Club, Ohio     | Shane Lowry                     | Irlanda                         | 269                             | −11                             | 2 strokes                       | Bubba Watson                                         | 9,250,000                       | 1,570,000                       |                                 |
| 2014                            | 3 Ago                           | Firestone Country Club, Ohio     | Rory McIlroy                    | Irlanda del Norte               | 265                             | −15                             | 2 strokes                       | Sergio García                                        | 9,000,000                       | 1,500,000                       |                                 |
| 2013                            | 4 Ago                           | Firestone Country Club, Ohio     | Tiger Woods (8)                 | Estados Unidos                  | 265                             | −15                             | 7 strokes                       | Keegan Bradley Henrik Stenson                        | 8,750,000                       | 1,500,000                       |                                 |
| 2012                            | 5 Ago                           | Firestone Country Club, Ohio     | Keegan Bradley                  | Estados Unidos                  | 267                             | −13                             | 1 stroke                        | Jim Furyk Steve Stricker                             | 8,500,000                       | 1,400,000                       |                                 |
| 2011                            | 7 Ago                           | Firestone Country Club, Ohio     | Adam Scott                      | Australia                       | 263                             | −17                             | 4 strokes                       | Luke Donald Rickie Fowler                            | 8,500,000                       | 1,400,000                       |                                 |
| 2010                            | 8 Ago                           | Firestone Country Club, Ohio     | Hunter Mahan                    | Estados Unidos                  | 268                             | −12                             | 2 strokes                       | Ryan Palmer                                          | 8,500,000                       | 1,400,000                       |                                 |
| 2009                            | 9 Ago                           | Firestone Country Club, Ohio     | Tiger Woods (7)                 | Estados Unidos                  | 268                             | −12                             | 4 strokes                       | Robert Allenby Pádraig Harrington                    | 8,500,000                       | 1,400,000                       |                                 |
| 2008                            | 3 Ago                           | Firestone Country Club, Ohio     | Vijay Singh                     | Fiyi                            | 270                             | −10                             | 1 stroke                        | Stuart Appleby Lee Westwood                          | 8,000,000                       | 1,350,000                       |                                 |
| 2007                            | 5 Ago                           | Firestone Country Club, Ohio     | Tiger Woods (6)                 | Estados Unidos                  | 272                             | −8                              | 8 strokes                       | Justin Rose Rory Sabbatini                           | 8,000,000                       | 1,350,000                       |                                 |
| 2006                            | 27 Ago                          | Firestone Country Club, Ohio     | Tiger Woods (5)                 | Estados Unidos                  | 270                             | −10                             | Playoff                         | Stewart Cink                                         | 7,500,000                       | 1,300,000                       |                                 |
| WGC-NEC Invitational            |                                 |                                  |                                 |                                 |                                 |                                 |                                 |                                                      |                                 |                                 |                                 |
| 2005                            | 21 Ago                          | Firestone Country Club, Ohio     | Tiger Woods (4)                 | Estados Unidos                  | 274                             | −6                              | 1 stroke                        | Chris DiMarco                                        | 7,500,000                       | 1,300,000                       |                                 |
| 2004                            | 22 Ago                          | Firestone Country Club, Ohio     | Stewart Cink                    | Estados Unidos                  | 269                             | −11                             | 4 strokes                       | Rory Sabbatini Tiger Woods                           | 7,000,000                       | 1,200,000                       |                                 |
| 2003                            | 24 Ago                          | Firestone Country Club, Ohio     | Darren Clarke                   | Irlanda del Norte               | 268                             | −12                             | 4 strokes                       | Jonathan Kaye                                        | 6,000,000                       | 1,050,000                       |                                 |
| 2002                            | 25 Ago                          | Sahalee Country Club, Washington | Craig Parry                     | Australia                       | 268                             | −16                             | 4 strokes                       | Robert Allenby Fred Funk                             | 5,500,000                       | 1,000,000                       |                                 |
| 2001                            | 26 Ago                          | Firestone Country Club, Ohio     | Tiger Woods (3)                 | Estados Unidos                  | 268                             | −12                             | Playoff                         | Jim Furyk                                            | 5,000,000                       | 1,000,000                       |                                 |
| 2000                            | 27 Ago                          | Firestone Country Club, Ohio     | Tiger Woods (2)                 | Estados Unidos                  | 259                             | −21                             | 11 strokes                      | Justin Leonard Phillip Price                         | 5,000,000                       | 1,000,000                       |                                 |
| 1999                            | 29 Ago                          | Firestone Country Club, Ohio     | Tiger Woods                     | Estados Unidos                  | 270                             | −10                             | 1 stroke                        | Phil Mickelson                                       | 5,000,000                       | 1,000,000                       |                                 |